# Punta Mona (udde i Costa Rica)
Punta Mona är en udde i Costa Rica.   Den ligger i provinsen Limón, i den östra delen av landet, 160 km öster om huvudstaden San José.
Terrängen inåt land är platt. Havet är nära Punta Mona åt nordost. Runt Punta Mona är det glesbefolkat, med 15 invånare per kvadratkilometer. Närmaste större samhälle är Sixaola, 11,4 km söder om Punta Mona. I omgivningarna runt Punta Mona växer i huvudsak städsegrön lövskog.